# Lyciella subpallidiventris
Lyciella subpallidiventris is een vliegensoort uit de familie van de Lauxaniidae. De wetenschappelijke naam van de soort is voor het eerst geldig gepubliceerd in 1878 door Papp.